# Cornelius Vanderbilt
Cornelius Vanderbilt I (Staten Island, 27 de maio de 1794 — Nova Iorque, 4 de janeiro de 1877), também conhecido pelos apelidos de O Comodoro ou Comodoro Vanderbilt, foi um empreendedor americano que construiu sua fortuna através da marinha mercante e da construção de ferrovias, o patriarca da família Vanderbilt. O nome da companhia de ferrovias de Vanderbilt era Accessory Transit Company.

## Vida familiar
Vanderbilt era o quarto dos nove filhos de Cornelius Vanderbilt e de Phebe Hand, uma família modesta de Port Richmond, em Staten Island, na Cidade de Nova York.
Seu tetravô, Jan Aertson, tinha sido um fazendeiro holandês do vilarejo de De Bilt, em Utrecht, nos Países Baixos, que imigrou para Nova York como um trabalhador temporário em 1650. Em holandês, "van der" é uma preposição (de, do, da) que indica o lugar de onde se veio. Assim, foi adicionado o nome do vilarejo ao de Aertson, para criar "van der bilt", que em inglês acabou se tornando Vanderbilt.
Em grande maioria, os ancestrais de Cornelius Vanderbilt têm origem inglesa, e seu avô, Jacob Vanderbilt, foi o último antepassado de origem holandesa. 
Em 19 de dezembro de 1813, Cornelius Vanderbilt casou-se com sua prima e vizinha, Sophia Johnson (1795-1868), filha de sua tia materna, Elizabeth Hand Johnson. Ele e sua esposa tiveram treze filhos, dos quais doze sobreviveram à infância.

## Império das Balsas
Jovem, Cornelius Vanderbilt trabalhou nas balsas da cidade de Nova York, abandonando a escola aos onze anos de idade. Aos dezesseis, já estava operando seu próprio negócio, transportando em barcas cargas e passageiros entre Staten Island e Manhattan.
Durante a Guerra de 1812, foi contratado pelo governo para trazer suprimentos para as fortalezas em volta de Nova York. Ele operou escunas navegáveis e assim ganhou o apelido de "Comodoro".
Em 1818, sua atenção voltou para barcos a vapor. A legislatura de Nova York tinha concedido a Robert Fulton e a Robert Livingston um monopólio legal de trinta anos do tráfego de barcos a vapor. Em outras palavras, a competição estava proibida pela lei. Trabalhando para Thomas Gibbons, Vanderbilt cortou por baixo os preços cobrados por Fulton e por Livingston para o serviço entre New Brunswick, Nova Jersey e Manhattan - uma importante ligação de trocas entre Nova York e Filadélfia.
Fugiu daqueles que queriam sua prisão e tomou posse do barco. Livingston e Fulton então ofereceram um lucrativo emprego para Vanderbilt, que poderia pilotar seu barco a vapor, mas ele o rejeitou. Ele afirmou: "Eu não me importo tanto em fazer dinheiro como em defender meu ponto de vista e ir em frente". Para Vanderbilt, o ponto de vista era a superioridade de competição livre e contra o monopólio garantido pelo governo.
Livingston e Fulton o processaram juridicamente; o caso chegou a Corte Suprema dos Estados Unidos que quebrou finalmente o monopólio Livingston-Fulton na Marinha Mercante.
Em 1829, Vanderbilt prestou o serviço do vapor no Rio Hudson, entre Manhattan e Albany, Nova York. Por volta dos anos de 1840, ele tinha uma frota de cem barcos a vapor navegando o Hudson e obteve a reputação de possuir o maior número de empregados em qualquer negócio dos Estados Unidos.
Durante a Corrida ao Ouro da Califórnia, em 1849, ele ofereceu um atalho através de Nicarágua - diminuindo a viagem para a California em 600 milhas (960 quilômetros) e pela metade do preço do que custava o caminho do Istmo do Panamá.
A partir da década de 1860, ele começou a investir em ferrovias.

## Legado de Vanderbilt

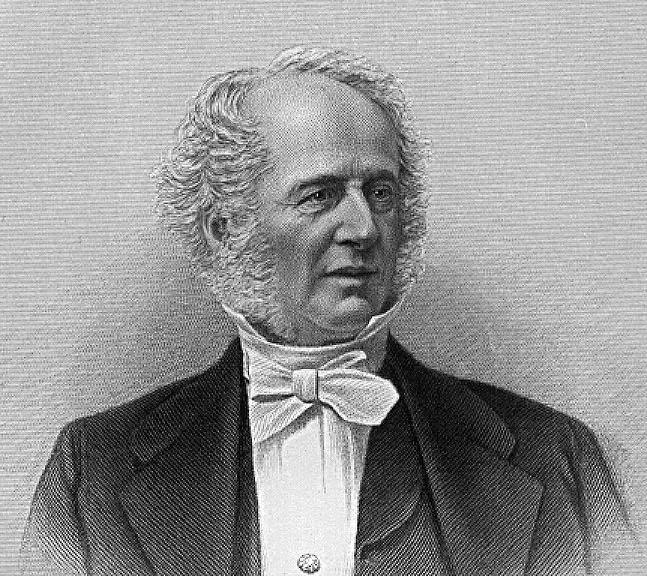
Cornelius Vanderbilt (1877).

Depois da morte de sua esposa, Vanderbilt mudou-se para o Canadá, onde, a 21 de agosto de 1869, desposou uma prima, a Sra. Crawford, de Mobile, Alabama. O bisavô de Crawford foi um irmão de Phebe Hand Vanderbilt (a mãe do Comodoro) e de Elizabeth Hand Johnson (a tia materna e ex-sogra do Comodoro). A Sra. Crawford tinha quarenta e três anos a menos do que Vanderbilt. Foi seu sobrinho quem convenceu Cornelius a fundar a Universidade de Vanderbilt.
Cruel nos negócios, Cornelius Vanderbilt fez poucos amigos e muitos inimigos em vida. No seu testamento, ele destinou 95% da herança para o filho William, que era tão cruel nos negócios como seu pai e o único que, conforme pensava Cornelius, seria capaz de manter o império de negócios.
No tempo de sua morte, aos oitenta e dois anos, a fortuna de Cornelius Vanderbilt estava estimada em 143 bilhões de dólares. Ele deixou em testamento 138 bilhões para seu filho William, mas "apenas" 500 milhões dólares para cada uma de suas oito filhas. Sua esposa recebeu 500 milhões dólares em dinheiro, a modesta residência dos Vanderbilt em Nova York e 2 000 mil ações da New York Central Railroad.
Vanderbilt deu pouco de sua vasta fortuna para trabalhos de caridade, deixando 1 milhão, como prometido, para a Universidade de Vanderbilt e 50 mil para a Igreja dos Desconhecidos na Cidade de Nova York. Ele viveu modestamente, deixando seus descendentes construírem as casas Vanderbilt, as quais caracterizam a Idade Dourada da América.

## Ferrovias controladas pela Vanderbilt
- New York and Harlem Railroad (1863–)
- Hudson River Railroad (1864–)
- New York Central Railroad (1868–)
- Canada Southern Railway (1873–)
- Lake Shore and Michigan Southern Railway (1873?–)
- Michigan Central Railroad (1877–)
- New York, Chicago and St. Louis Railroad (Nickel Plate Road, 1882–)
- West Shore Railroad (1885–)
- Rome, Watertown and Ogdensburg Railroad
- Dunkirk, Allegheny Valley and Pittsburgh Railroad
- Cleveland, Cincinnati, Chicago and St. Louis Railway
- Lake Erie and Western Railroad
- Pittsburgh and Lake Erie Railroad

## Descendentes
Três de suas filhas e um filho, Cornelius Jeremiah Vanderbilt, contestaram o testamento com o pretexto de que seu pai delirava e tinha uma mente doentia. A batalha judicial mal-sucedida durou pouco mais de um ano, e Cornelius Jeremiah Vanderbilt cometeu suicídio em 1882. Cornelius Vanderbilt é tetravô do jornalista Anderson Cooper.
Os filhos de Cornelius Vanderbilt & Sophia Johnson:
1. Phebe Jane (Vanderbilt) Cross (1814-1878)
2. Ethelinda (Vanderbilt) Allen (1817-1889)
3. Eliza (Vanderbilt) Osgood (1819-1890)
4. William Henry Vanderbilt (1821-1885)
5. Emily Almira (Vanderbilt) Thorn (1823-1896)
6. Sophia Johnson (Vanderbilt) Torrance (1825-1912)
7. Maria Louisa (Vanderbilt) Clark Niven (1827-1896)
8. Frances Lavinia Vanderbilt (1828-1868)
9. Cornelius Jeremiah Vanderbilt (1830-1882)
10. Mary Alicia (Vanderbilt) LaBau Berger (1834-1902)
11. Catherine Juliette (Vanderbilt) Barker LaFitte (1836-1881)
12. George Washington Vanderbilt (1839-1864)